# Béthisy-Saint-Martin
 Béthisy-Saint-Martin  là một xã thuộc tỉnh Oise trong vùng Hauts-de-France phía bắc Pháp. Xã này nằm ở khu vực có độ cao trung bình 43 mét trên mực nước biển.